# Atractus spinalis
Atractus sanguineus — вид змій родини полозових (Colubridae). Ендемік Бразилії. Описаний у 2013 році.

## Поширення і екологія
Atractus sanguineus мешкають в горах Серра-ду-Еспіньясу і Серра-ду-Сіпо в штаті Мінас-Жерайс на Бразильському нагір'ї. Вони живуть в сухий, кам'янистій гірській місцевості, порослій низькорослою рослинністю кампос-рупестрес, на висоті від 1340 до 1660 м над рівнем моря.